# Kroktjärnen (Karlskoga socken, Värmland)
Kroktjärnen är en sjö i Karlskoga kommun och Storfors kommun i Värmland och ingår i Göta älvs huvudavrinningsområde. Sjön har en area på 0,0863 kvadratkilometer och ligger 206,2 meter över havet.

## Delavrinningsområde
Kroktjärnen ingår i det delavrinningsområde (659889-142306) som SMHI kallar för Utloppet av Immen. Medelhöjden är 202 meter över havet och ytan är 24,85 kvadratkilometer. Det finns inga avrinningsområden uppströms utan avrinningsområdet är högsta punkten. Kedjan som avvattnar avrinningsområdet har biflödesordning 4, vilket innebär att vattnet flödar genom totalt 4 vattendrag innan det når havet efter 312 kilometer. Avrinningsområdet består mestadels av skog (80 procent). Avrinningsområdet har 2,35 kvadratkilometer vattenytor vilket ger det en sjöprocent på 9,4 procent.